# Bebryce
Bebryce is een geslacht van neteldieren uit de klasse van de Anthozoa (bloemdieren).

## Soorten
- Bebryce acanthoides Thomson & Russell, 1910
- Bebryce bocki Aurivillius, 1931
- Bebryce boninensis Aurivillius, 1931
- Bebryce brunnea (Nutting, 1908)
- Bebryce cactus Bayer, 1994
- Bebryce cinerea Deichmann, 1936
- Bebryce crucifera (Bayer, 1981)
- Bebryce densa Tixier-Durivault, 1972
- Bebryce grandicalyx Kükenthal, 1924
- Bebryce grandis Deichmann, 1936
- Bebryce harpy Grasshoff, 1999
- Bebryce hicksoni Thomson & Henderson, 1905
- Bebryce indica Thomson, 1905
- Bebryce inermis Samimi Namin & van Ofwegen, 2010
- Bebryce mollis Philippi, 1842
- Bebryce parastellata Deichmann, 1936
- Bebryce philippii Studer, 1889
- Bebryce rigida Tixier-Durivault, 1972
- Bebryce sirene Grasshoff, 1999
- Bebryce stellata Hentschel, 1903
- Bebryce studeri Whitelegge, 1897
- Bebryce sulfurea Grasshoff, 2000
- Bebryce tenuis Thomson & Simpson, 1909
- Bebryce thomsoni Nutting, 1910